# Cocalodes longicornis
Cocalodes longicornis là một loài nhện trong họ Salticidae.
Loài này thuộc chi Cocalodes. Cocalodes longicornis được Fred R. Wanless miêu tả năm 1982.